# Ebersmunster
Ebersmunster là một xã thuộc tỉnh Bas-Rhin trong vùng Grand Est đông bắc Pháp.
It is famous for its 1726 baroque church, a work by Vorarlberg architect Peter Thumb.

Ebersmunster
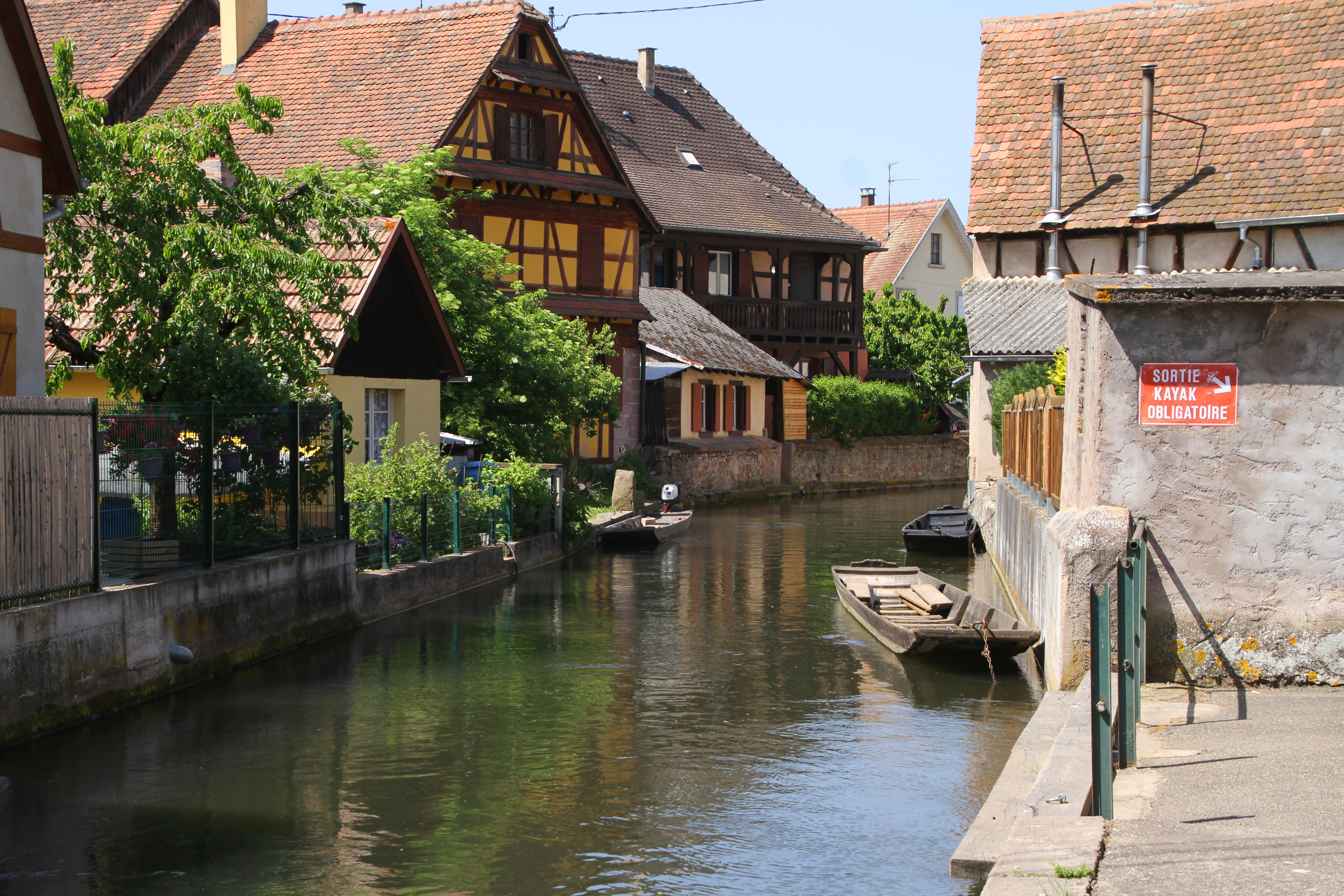
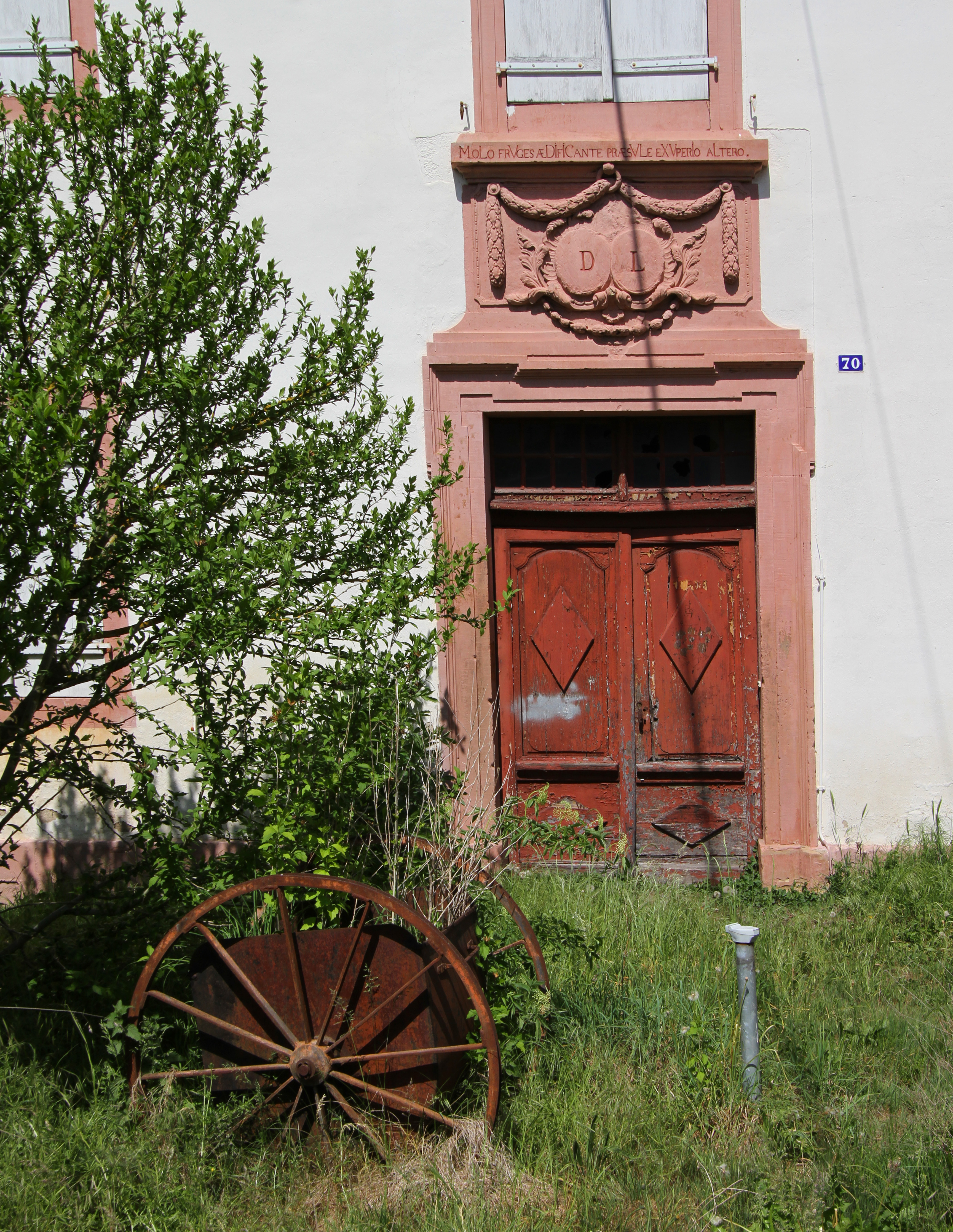
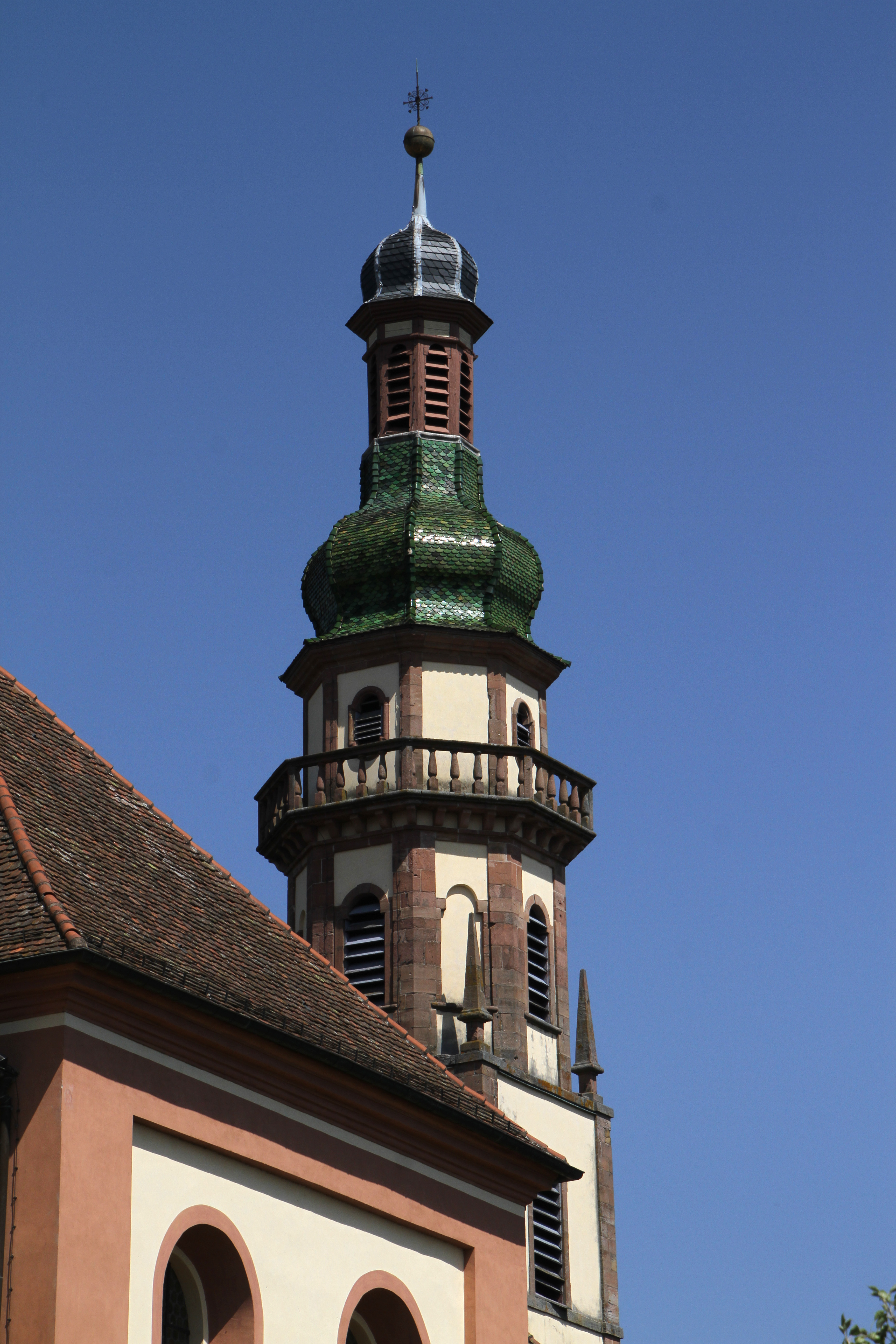
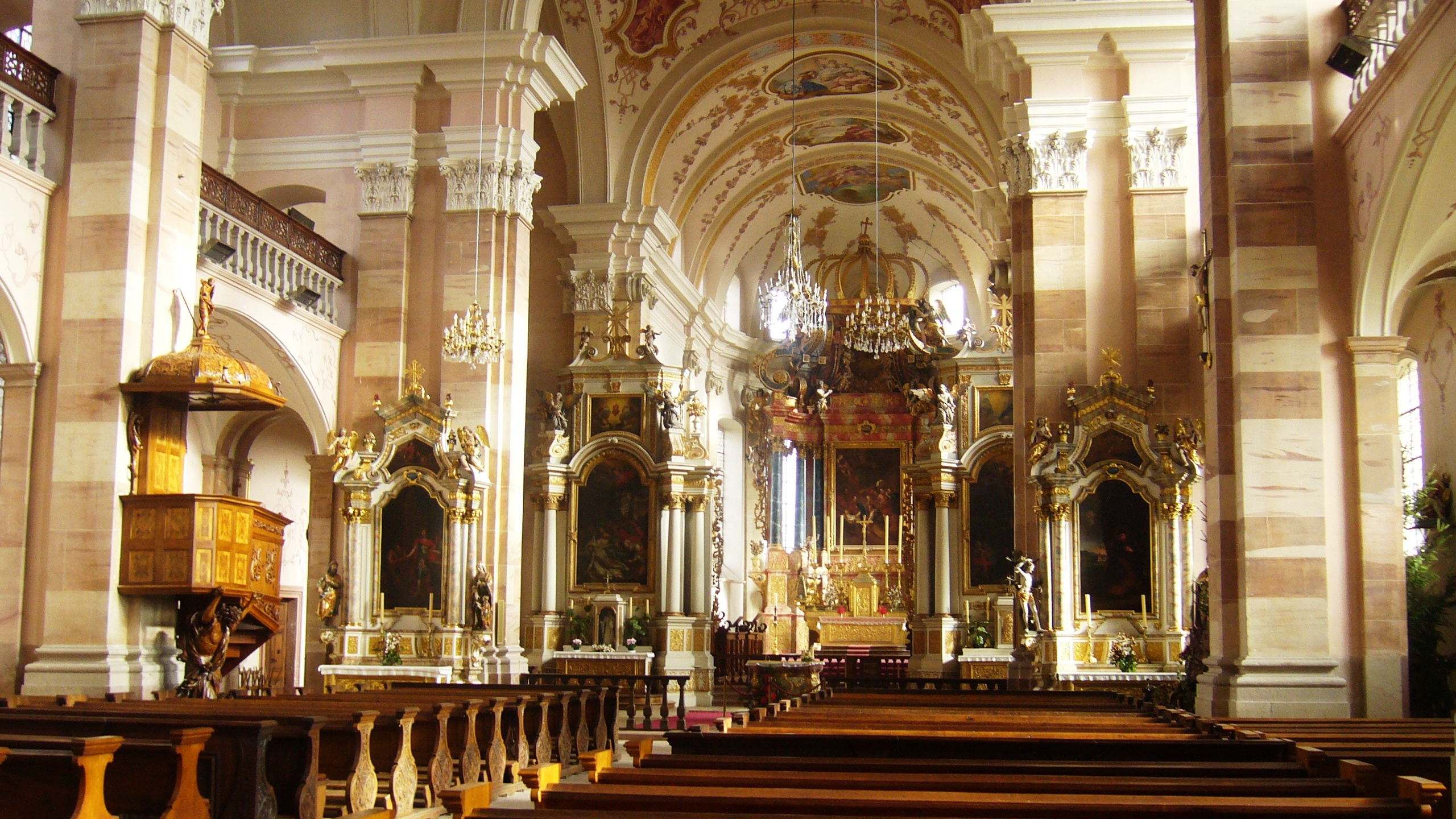
Inside view of the church
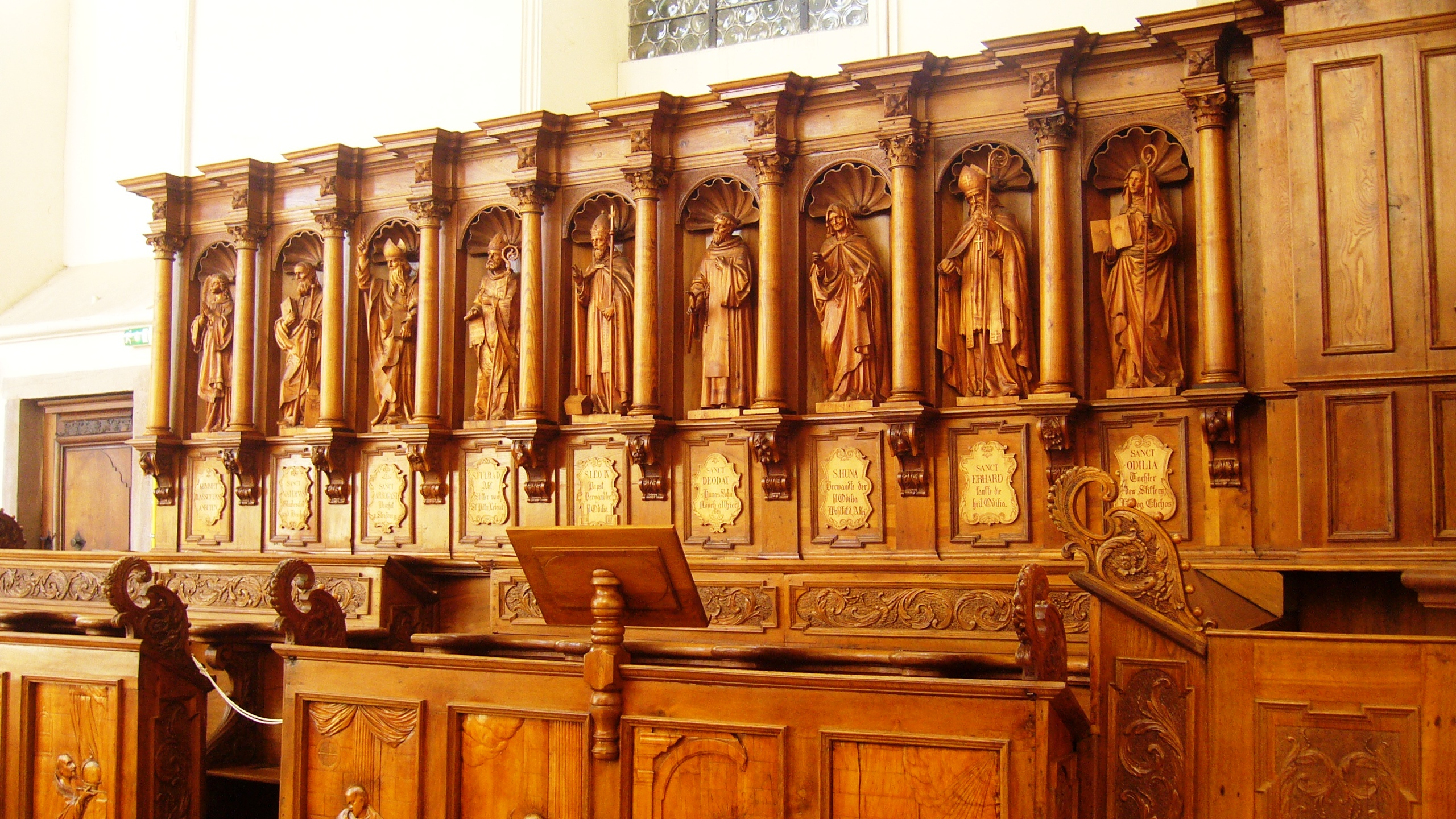
The choir stalls
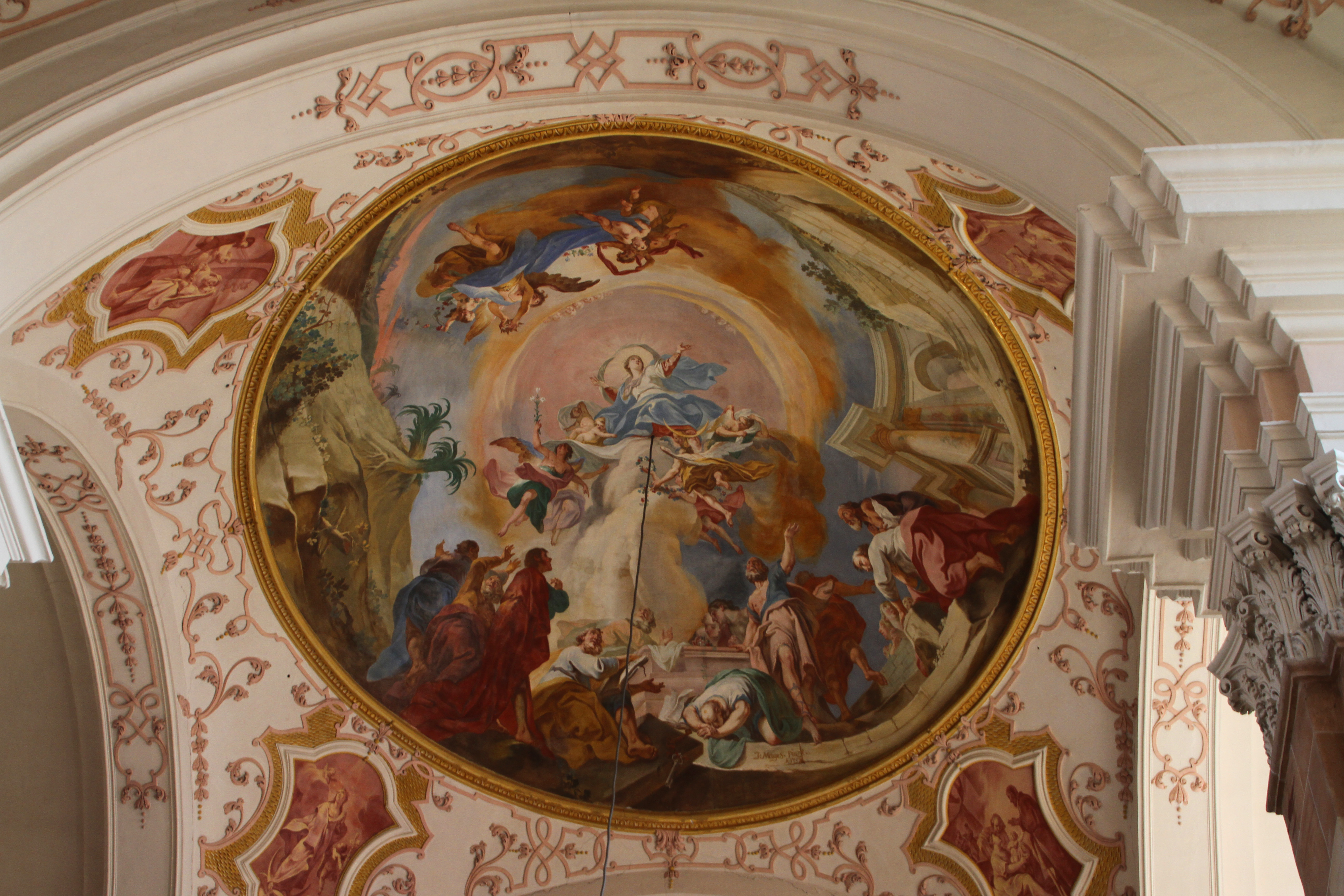
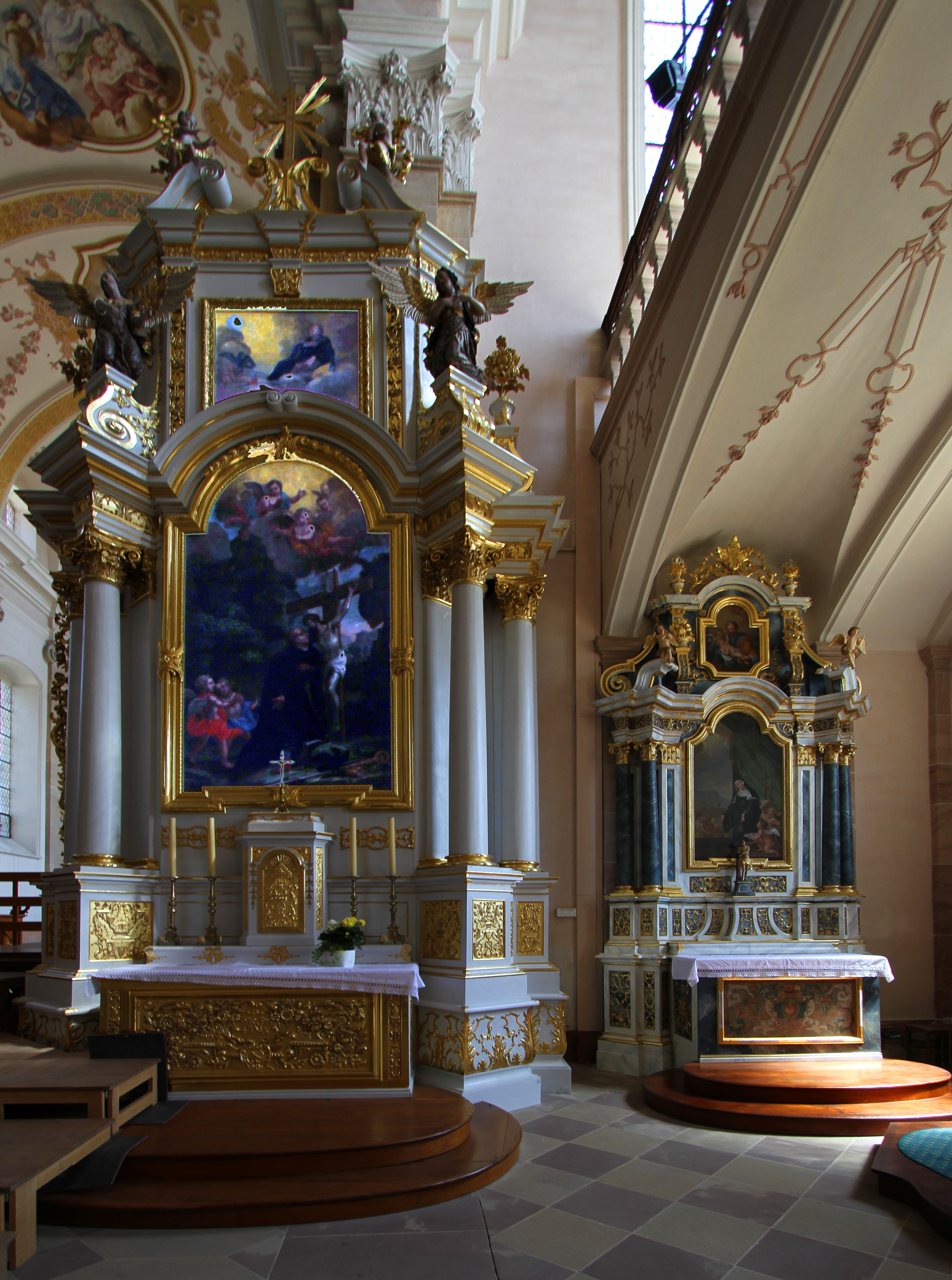
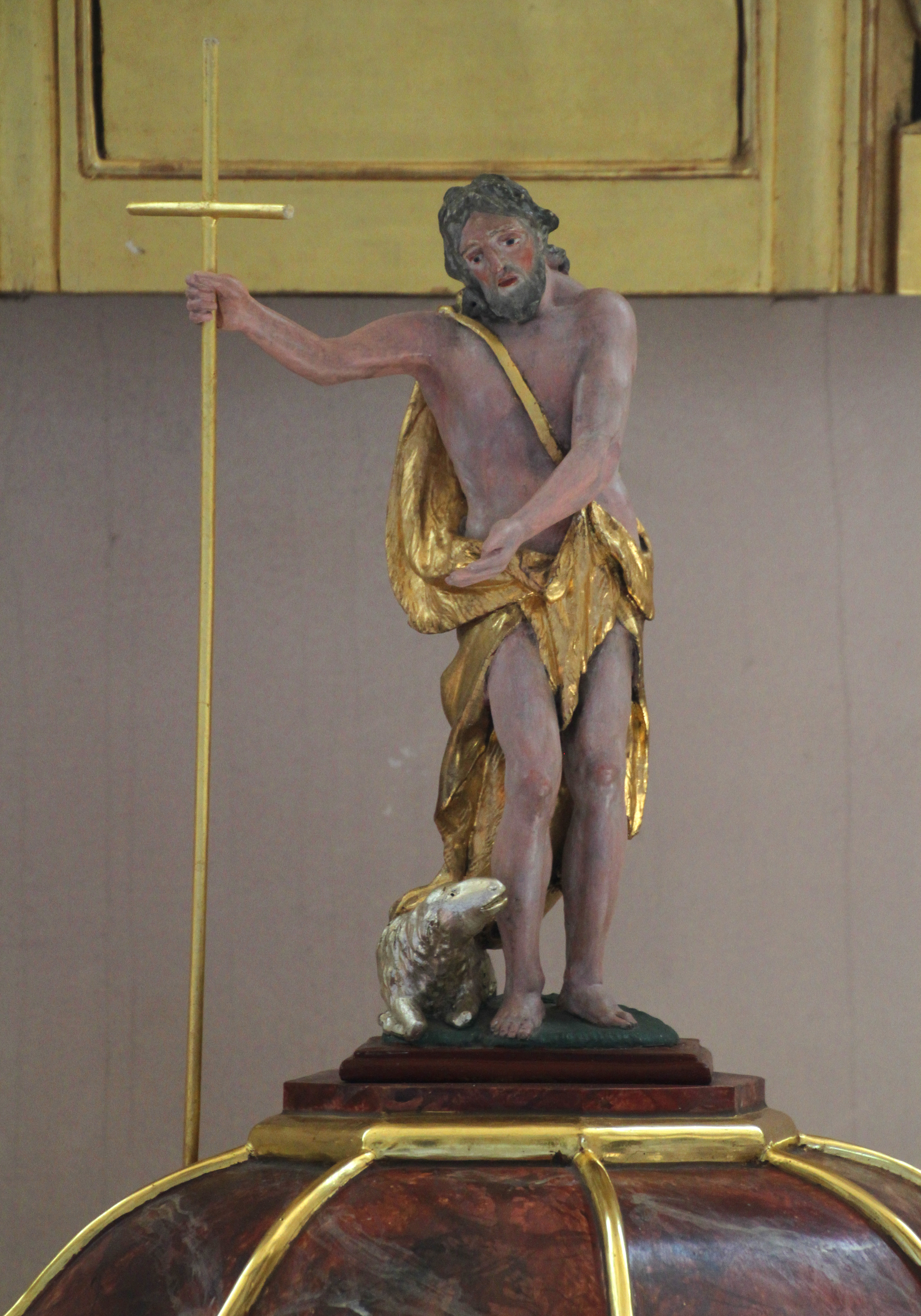